# Pernille Højmark
Pernille Højmark (født 21. maj 1960 i København) er en dansk sanger og skuespillerinde.
Højmark har realeksamen fra Ingrid Jespersens Skole og er uddannet skuespiller fra Skuespillerskolen ved Aarhus Teater i 1983. Blev kort herefter tilknyttet Gladsaxe Teater, men har nok gjort sig mest gældende indenfor musikken og for sine roller i film og på tv.
Siden 1988 har hun været forsanger i bandet Sweethearts.
I tv huskes hun uden tvivl mest for sin medvirken i serierne Bryggeren, TAXA og Krøniken, men hun fik også stor ros for sin gribende figur i tv-filmen Tusindfryd, bygget over Martha Christensens roman.
Hun deltog i sæson 6 af Vild med dans, hvor hun dansede med  Thomas Evers Poulsen.

## Udvalgt filmografi
- Når engle elsker – 1985
- Flamberede hjerter – 1986
- Een gang strømer... – 1987
- Himmel og helvede – 1988
- Kærlighed på bumpet vej – 1989
- Sirup – 1990
- Drengene fra Sankt Petri – 1991
- Superdame – 1991
- Lasse Lasse lille – 1993
- Sort høst – 1993
- - kalder Katrine! – 1994
- Eva – 1994, Tv-film
- Tøsepiger – 1996
- Skyernes skygge rammer mig – 1996
- Skat - det er din tur – 1997
- Tusindfryd – 1998
- Seth – 1999
- Ved verdens ende – 2000
- En kort en lang – 2001
- Zafir – 2003
- Villa Paranoia – 2004

### Tv-serier
- Bryggeren – 1996
- TAXA – 1997
- Krøniken – 2004